# Короткий сгибатель большого пальца стопы
Короткий сгибатель большого пальца стопы (лат. Musculus flexor hallucis brevis) — мышца подошвенной части стопы.
Располагается на I плюсневой кости и частично прикрыт мышцей, отводящей большой палец стопы. Начинается от медиальной клиновидной кости, подошвенной поверхности ладьевидной кости, сухожилия задней большеберцовой мышцы, длинной подошвенной связки. Сухожилие m. flexor hallucis brevis вместе с сухожилием мышцы, приводящей большой палец стопы прикрепляется к латеральной и медиальной сесамовидной костям и к основанию проксимальной фаланги большого пальца стопы, разделяясь таким образом на два дистальных сухожилия.

## Функция
Мышцы медиальной группы подошвы, кроме действий, указанных в названиях, участвуют в укреплении свода стопы на его медиальной стороне.